# Chenereilles
|  | Per a altres significats, vegeu «Chenereilles (Loire)». |

Chenereilles és un municipi francès al departament de l'Alt Loira i a la regió d'Alvèrnia-Roine-Alps. L'any 2007 tenia 280 habitants.

## Demografia

### Població
El 2007 la població de fet de Chenereilles era de 280 persones. Hi havia 112 famílies de les quals 32 eren unipersonals (12 homes vivint sols i 20 dones vivint soles), 40 parelles sense fills i 40 parelles amb fills.
La població ha evolucionat segons el següent gràfic:

### Habitatges
El 2007 hi havia 238 habitatges, 113 eren l'habitatge principal de la família, 101 eren segones residències i 24 estaven desocupats. 225 eren cases i 12 eren apartaments. Dels 113 habitatges principals, 93 estaven ocupats pels seus propietaris, 19 estaven llogats i ocupats pels llogaters i 1 estava cedit a títol gratuït; 11 tenien dues cambres, 25 en tenien tres, 26 en tenien quatre i 51 en tenien cinc o més. 61 habitatges disposaven pel capbaix d'una plaça de pàrquing. A 45 habitatges hi havia un automòbil i a 58 n'hi havia dos o més.

### Piràmide de població
La piràmide de població per edats i sexe el 2009 era:
| Homes | Edats   | Dones |
| ----- | ------- | ----- |
| 0     | 95 o +  | 0     |
| 0     | 90 a 94 | 0     |
| 0     | 85 a 89 | 4     |
| 0     | 80 a 84 | 4     |
| 4     | 75 a 79 | 4     |
| 8     | 70 a 74 | 8     |
| 8     | 65 a 69 | 0     |
| 8     | 60 a 64 | 12    |
| 12    | 55 a 59 | 4     |
| 4     | 50 a 54 | 8     |
| 12    | 45 a 49 | 8     |
| 8     | 40 a 44 | 12    |
| 4     | 35 a 39 | 12    |
| 16    | 30 a 34 | 4     |
| 8     | 25 a 29 | 8     |
| 12    | 20 a 24 | 0     |
| 8     | 15 a 19 | 12    |
| 0     | 10 a 14 | 4     |
| 8     | 5 a 9   | 12    |
| 0     | 0 a 4   | 8     |

## Economia
El 2007 la població en edat de treballar era de 168 persones, 126 eren actives i 42 eren inactives. De les 126 persones actives 118 estaven ocupades (63 homes i 55 dones) i 8 estaven aturades (6 homes i 2 dones). De les 42 persones inactives 15 estaven jubilades, 19 estaven estudiant i 8 estaven classificades com a «altres inactius».

### Ingressos
El 2009 a Chenereilles hi havia 116 unitats fiscals que integraven 293 persones, la mediana anual d'ingressos fiscals per persona era de 12.215 €.

### Activitats econòmiques
Dels 13 establiments que hi havia el 2007, 1 era d'una empresa extractiva, 1 d'una empresa alimentària, 6 d'empreses de construcció, 2 d'empreses de comerç i reparació d'automòbils i 3 d'empreses d'hostatgeria i restauració.
Dels 5 establiments de servei als particulars que hi havia el 2009, 1 era un paleta, 1 fusteria, 2 electricistes i 1 restaurant.
L'any 2000 a Chenereilles hi havia 21 explotacions agrícoles que ocupaven un total de 552 hectàrees.

## Equipaments sanitaris i escolars
El 2009 hi havia una escola elemental.

## Poblacions properes
El següent diagrama mostra les poblacions més properes.